# Valfrutta
 Valfrutta  è un marchio di Conserve Italia, consorzio cooperativo nato nel 1976, che si occupa di frutta, pomodori e vegetali.

## Storia
L'azienda Valfrutta, fondata dall'ingegner Alberto Rondinelli, un imprenditore romagnolo, è nata a Roma nel 1960.
Dopo 12 anni, nel 1972, l'azienda ha presentato il suo logo e ha iniziato a vendere i succhi di frutta Vita&Mino. Valfrutta sin da subito è stato un progetto di valorizzazione economica a sostegno dell'attività frutticola.
Nel 1980 Valfrutta è stata ceduta a Conserve Italia e quindi la sua sede è stata trasferita da Roma a San Lazzaro di Savena (BO).
Nel 1994 è stata scelta l'edizione definitiva del logo Valfrutta cooperative agricole.